# サヤカ・マツモト
サヤカ・マツモト（Sayaka Matsumoto、1982年12月5日 - ）は、日本生まれのアメリカ合衆国の女子柔道家（三段）。得意技は内股と大外刈。身長157cm、体重48kg。

## 経歴
- 両親はハワイに住んでいたが、母の実家がある埼玉県大宮市（現さいたま市）で生まれ、カリフォルニア州で育った。
- 5歳の時に父に教えられ柔道を始めた。
- カリフォルニア大学バークレー校卒業。
- アメリカ柔道選手権7度優勝（2000年-2005年、2007年）。
- 世界柔道選手権大会アメリカ代表（2001年、2003年、2005年）。
- 2008年北京オリンピック女子48kg級アメリカ代表。
- 将来はスポーツライターを目指している。
- 交際中の柔道選手Nate Torraとカリフォルニア州で暮らしている。
- 2匹の猫を飼っている。そのうちの1匹には、大好きな柔道家・古賀稔彦にちなんで「Koga」と名付けている。

## 主な戦歴
- 2000年 世界ジュニア選手権 銀メダル
- 2000年 パンアメリカンチャンピオンシップ 銅メダル
- 2003年 パンアメリカンチャンピオンシップ 銀メダル
- 2003年 パンアメリカン競技大会 7位
- 2005年 パンアメリカンチャンピオンシップ 銅メダル
- 2006年 パンアメリカンチャンピオンシップ 銅メダル
- 2008年 北京オリンピック 1回戦で谷亮子に敗退